# Schistocephalus
Schistocephalus är ett släkte av plattmaskar som beskrevs av Creplin 1829. Schistocephalus ingår i familjen Diphyllobothriidae.
Släktet innehåller bara arten Schistocephalus solidus.